# Hypenetes sturmias
Hypenetes sturmias är en tvåvingeart som beskrevs av H. Oldroyd 1974. Hypenetes sturmias ingår i släktet Hypenetes och familjen rovflugor. Inga underarter finns listade i Catalogue of Life.